# Childstreet

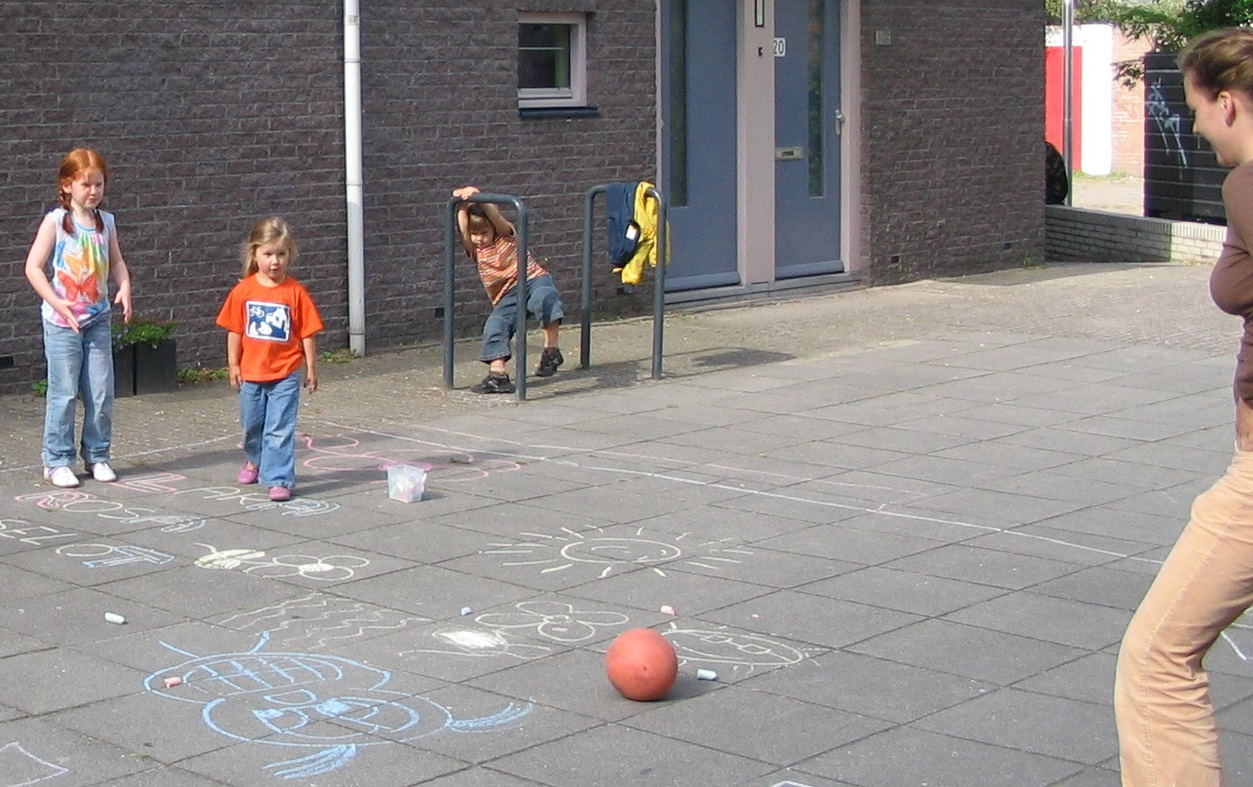
Fijn bij de voordeur op straat spelen

Childstreet was een meerjarig onderzoeks- en ontwerpproject met als onderwerp de kindvriendelijke straat. Het had een internationale start, maar spitste zich uiteindelijk toe op de situatie in Nederland. Het project liep van 2004 tot 2009. 

## Voorgeschiedenis

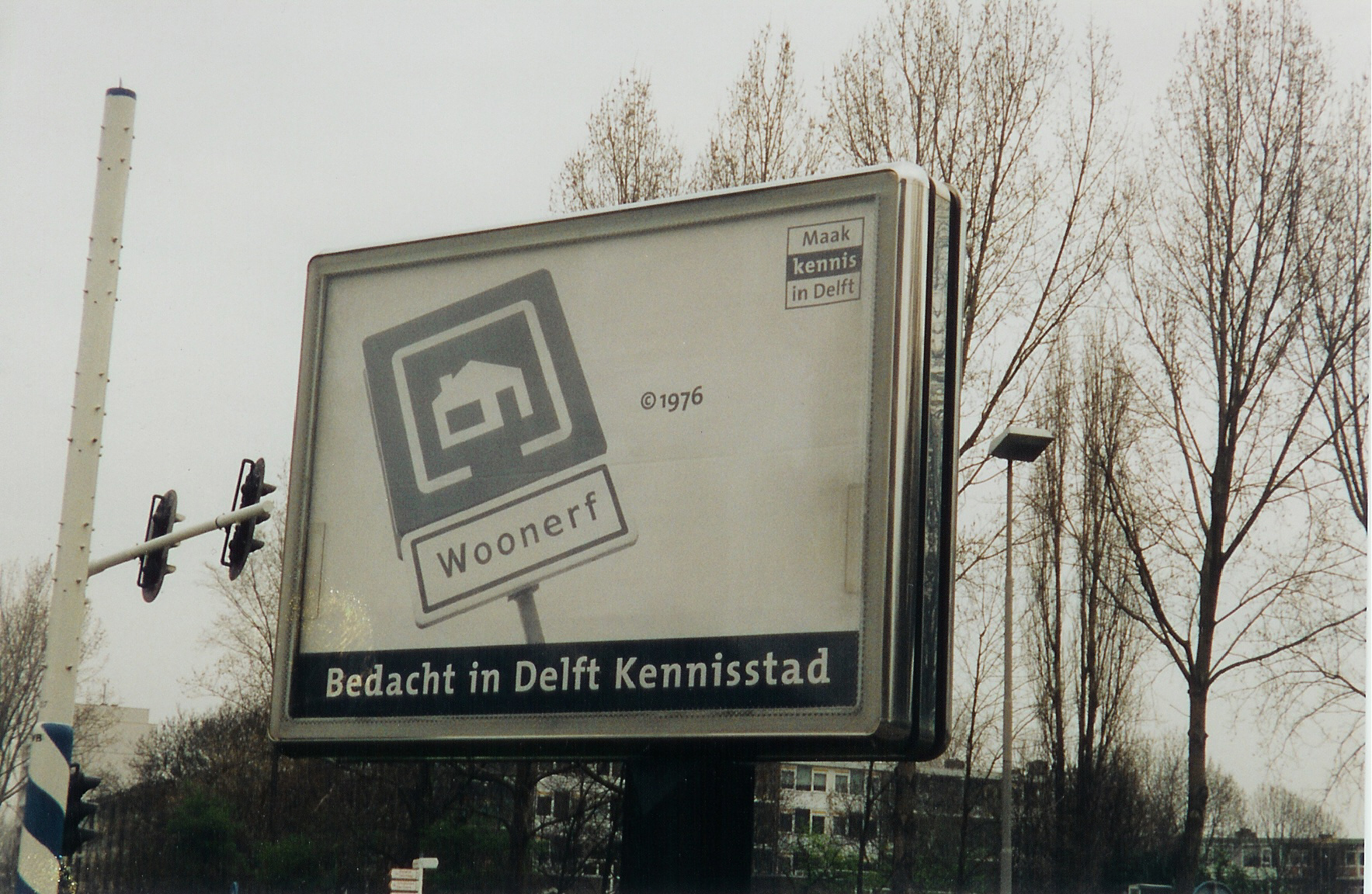
Het woonerf, een straat voor mensen met auto’s stapvoets te gast, werd begin jaren 1970 in Delft ontwikkeld

De aanleiding was de regelmatige internationale belangstelling o.a. uit het Verenigd Koninkrijk voor  woonerven in Nederland als voorbeeld van een kindvriendelijke straat. Deze excursies werden meestal begeleid door medewerkers van de Voetgangersvereniging en Stichting Kinderen Voorrang. Van de excursie in 1999 is een uitgebreide filmreportage [1] gemaakt. 
Bovendien was er binnen het Internationale netwerk van ChildFriendly Cities behoefte aan een conferentie die meer gericht was op het kindvriendelijk ontwerp van de openbare ruimte.

## Zomerconferentie in 2005
In samenwerking met het IIUE, het International Institute for the Urban Environment werd een meerdaagse internationale zomerconferentie in Delft georganiseerd. De gemeente Delft en de Technische Universiteit Delft waren samen gastheer. Het onderwerp werd vanuit internationaal perspectief behandeld, er waren bijvoorbeeld sprekers uit de VS en uit Japan. Tijdens de conferentie werd de eerste versie van het meetinstrument KiSS, de Kinderstraatscan [2] gepresenteerd en uitgetest. Op de Technische Universiteit werden ontwerpsessies gehouden. Een Nederlands conferentieverslag [3] werd door de verkeersveiligheidsorganisatie Veilig Verkeer Nederland (VVN, toen nog 3VO voor Veilig Verkeer geheten) als medeorganisator naar alle gemeenten verspreid.   

## Vervolg onderzoek

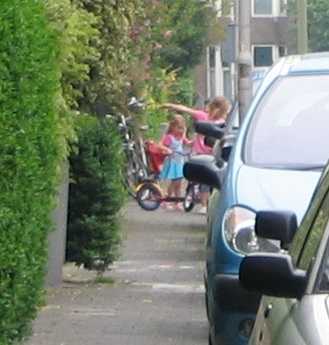
Detail woonstraat met nauwelijks speelruimte voor kinderen

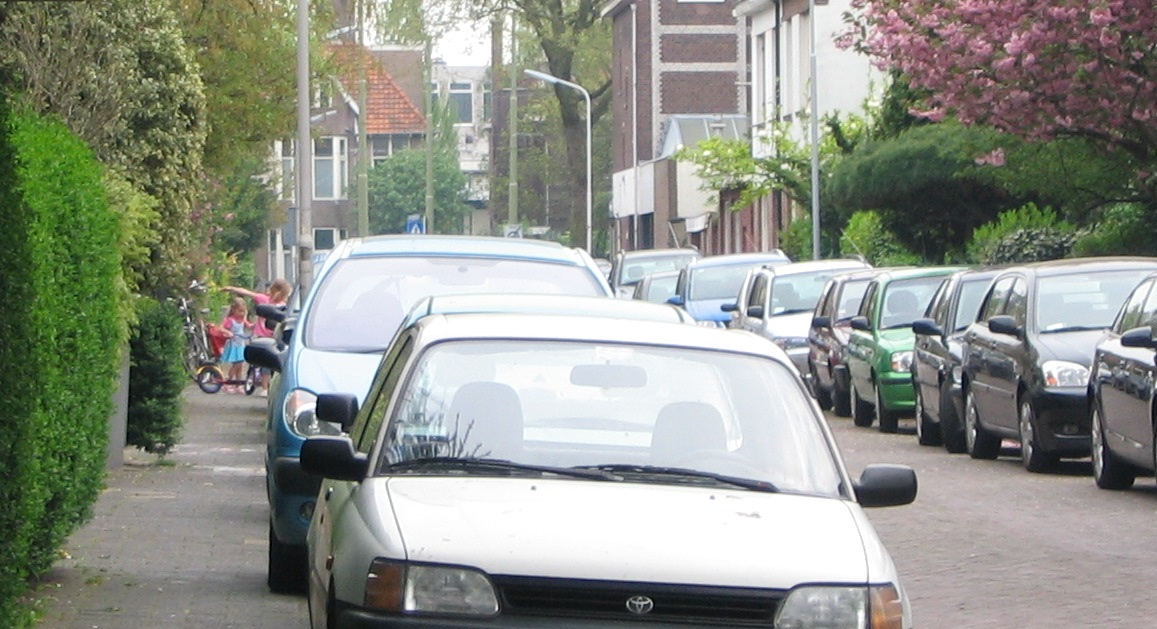
Overzicht woonstraat met nauwelijks speelruimte voor kinderen

In opdracht van het Stadsgewest Haaglanden werd vervolgonderzoek gedaan. Dat leverde in  2007 een tussentijdse rapportage op, Spelen op straat [4] waarin een typologie werd gepresenteerd van de Kindvriendelijke straat. In 2009 verscheen de slotpublicatie Childstreet 2009 [5]. Deze publicatie werd door het verkeerskundige kennisinstituut kpVV/CROW in 2009 aangeboden aan alle gemeenten en afgerond met  een landelijke conferentie.  

## Childstreet concept
Op straat spelen was tot 1960 gewoon, daarna is het kind in zekere mate door de auto weggedrongen. Dat is slecht voor een gezonde ontwikkeling van kinderen. Childstreet definieert als aanvulling op Duurzaam Veilig inrichtingseisen ten behoeve van zelfstandige mobiliteit voor kinderen. Die eisen zijn veelal ook aantrekkelijk voor vele andere kwetsbaren op straat, zoals ouderen en gehandicapten. Zo legde dit project een praktische basis voor de ontwikkeling van het vakgebied Verblijfskunde. In de slotpublicatie werd deze term gemunt.
- Er is veilige leefruimte direct bij de voordeur
- Binnen de bebouwde kom is 30 km/u de standaard en kan 50 km/u slechts toegepast worden als de veiligheid van kwetsbaren is gegarandeerd (fietspaden, oversteekbaarheid)
- Bij 30 km/u hebben woonstraten een goed trottoir, als daar geen ruimte voor is heeft het woonerf de voorkeur waardoor de straatruimte beter gebruikt kan worden.

## Toekomstperspectief
De slotpublicatie wordt afgesloten met een schets van een haalbaar toekomstperspectief. Gebruikmakend van periodieke onderhoudswerkzaamheden en stadsvernieuwing zijn op het gebied van wegcategorisering de volgende kwantitatieve ontwikkelingen van 2010 naar 2025 wenselijk en met de percentages in 2009 als uitgangspunt, haalbaar:   
- autovrije straten van 15% naar 20%
- (woon)erven van 10% naar 20%
- 30 km straten zonder goed trottoir van 15% naar 5%
- 30 km straten met goed trottoir blijven op 35%
- 50 km straten zonder fietspad van 15% naar 5%
- 50 km straten met fietspad van 10% naar 15%

In deze periode kan ook de overgang van 50km/u naar 30 km/u als standaard binnen de bebouwde kom plaatsvinden. 
De werkzaamheden werden voortgezet door woonERFgoed, dat sinds 2013 onderdeel is van MENSenSTRAAT